# Böyük Bəhmənli
Böyük Bəhmənli (ryska: Bëyuk Bekhmanli) är en ort i Azerbajdzjan.   Den ligger i distriktet Füzuli Rayonu, i den södra delen av landet, 230 km väster om huvudstaden Baku. Böyük Bəhmənli ligger 111 meter över havet och antalet invånare är 6 171.
Terrängen runt Böyük Bəhmənli är huvudsakligen platt. Böyük Bəhmənli ligger nere i en dal. Böyük Bəhmənli är det största samhället i trakten.
Trakten runt Böyük Bəhmənli består till största delen av jordbruksmark. Runt Böyük Bəhmənli är det ganska tätbefolkat, med 104 invånare per kvadratkilometer.